# Burragorang
Burragorang (též ngunnawal nebo gundungurra) byl australský domorodý jazyk, z jazykové rodiny pama-nyunganských jazyků, v rámci kterých se řadí pod yuin-kurické jazyky. Používali ho příslušníci kmene Ngunnawalů a Gandangarů, na území města Canberra a okolí. Dělil se na dva dialekty, které se někdy  považují za samostatné jazyky. Jazyk vymřel, nicméně existují projekty na jeho obnovu.
Z tohoto jazyka pochází název australského hlavního města Canberra. Není ale známo z jakého slova je tento název odvozen, ale pravděpodobně slovo canberra znamenalo setkávací místo.

## Ukázka
Některá slova v jazyce burragorang:
- Bamir (dlouhý)
- Budyan (ptáci)
- Mulleun (orel)
- Yerrabi (jít)
- Winyu (slunce)